# Christian Ullenboom
Christian Ullenboom (* 1973) ist ein deutscher Autor, Informationstechnik-Trainer und Unternehmer.

## Leben
Christian Ullenboom ist der Sohn von Eva und Heinz Ullenboom. Aufgewachsen ist er in der Gemeinde Sonsbeck am Niederrhein. Früh entdeckte er sein Interesse für die Programmierung und startete mit der Programmiersprache BASIC auf dem Commodore 64. Später programmierte er auch in Assembler, C, C++ und Pascal. Im Informatikstudium beschäftigte er sich außerdem mit Java, welche heute zu seinen am meisten genutzten Programmiersprachen zählt. Nachdem er sein Studium mit Diplom abgeschlossen hatte, arbeitete er in der Softwareentwicklung und seit 1997 als Trainer und Berater für Java SE und Spring Boot für Unternehmen wie Siemens, T-Systems, die Deutsche Bundesbank, Lufthansa, 1&1 und Bosch.
Mit dem Buch Java ist auch eine Insel: Programmieren lernen mit dem Standardwerk für Java-Entwickler schaffte er es auf Platz 1 der beliebtesten Bücher im Bereich Softwareentwicklung auf Amazon.com und 2013 war es das meistverkaufte Computerbuch im Handel. 2005 wurde er für sein Engagement von Sun Microsystems als Java-Champion ausgezeichnet.
Er ist Gründer des Schulungsunternehmens tutego, das über 250 Seminare in den Bereichen IT und Softwareentwicklung anbietet.
Im April 2011 kam ihm die Idee, über seine private Sammlung hinaus ein Museum über die Geschichte der digitalen Welt zu eröffnen. So erwarb er drei Jahre später das ehemalige Verwaltungsgebäude der Zeche Hansa in Dortmund und baute es 2015 zu einem Museum um. Am 8. Dezember 2016 wurde es unter dem Namen BINARIUM. Deutsches Museum der digitalen Kultur eröffnet und widmet sich in zwei Etagen der Geschichte der Computer und Spielkonsolen. Das Museum schloss am 3. Dezember 2023.

## Werke
- Java ist auch eine Insel, Rheinwerk Computing, jährlich neue und überarbeitete Auflage (mittlerweile 15. Auflage)
- Java 7 / Fortgeschrittene Programmierung, 2012
- Java 7 – mehr als eine Insel, Galileo Press, 2012
- Java SE 8 Standard-Bibliothek, Galileo Press, 2012
- Java SE-9-Standard-Bibliothek, Rheinwerk Computing (mittlerweile 3. Auflage)
- Java 2 JDK 5: Teil: Grafische Anwendungen und Applets, 2005
- Java 2 JDK 5: Teil: Fortgeschrittene Programmierung, 2005

## Belege
1. 1 2  Christian Ullenboom im Porträt – Java ist auch eine Insel – Rheinwerk Verlag
2. ↑  Andres Almiray: A list of Java Champions. Contribute to aalmiray/java-champions development by creating an account on GitHub. 17. Februar 2019, abgerufen am 20. Februar 2019.
3. ↑  Openbook: "Java ist auch eine Insel" kostenlos zum Download - Golem.de. Abgerufen am 20. Februar 2019 (deutsch).
4. ↑  Deutsches Museum der digitalen Kultur eröffnet in Dortmund | heise online
5. ↑  Binarium Dortmund schließt Ende des Jahres. Auf: ruhrnachrichten.de vom 10. September 2023.

| Personendaten    | Personendaten                               |
| ---------------- | ------------------------------------------- |
| NAME             | Ullenboom, Christian                        |
| KURZBESCHREIBUNG | deutscher Autor, IT-Trainer und Unternehmer |
| GEBURTSDATUM     | 1973                                        |